# Národní fašistická strana
Národní fašistická strana (italsky Partito Nazionale Fascista, zkratka PNF) byla italská politická strana.

## Historie
Vznikla 9. listopadu 1921 z původní paramilitární organizace Fasci Italiani di Combattimento, založené Benitem Mussolinim 23. března 1919. V čele Národní fašistické strany stála tzv. Velká fašistická rada (Gran Consiglio del Fascismo), která od roku 1928 převzala řízení státu. 
Strana disponovala polovojenskými jednotkami Černých košil, které byly od roku 1923 reorganizovány do oddílů Milizia Volontaria per la Sicurezza Nazionale (Dobrovolná milice pro bezpečnost státu, MVSN), které byly po roce 1935 zformovány do černokošiláckých bojových divizí Divisione CCNN. 
V rámci strany také fungovala mládežnická sekce Gioventù Italiana del Littorio (Mladí italští liktoři, zkr. GIL). 
Strana vydávala deník Il Popolo d'Italia a koncem roku 1939 měla 6 miliónů členů. PNF byla rozpuštěna maršálem Badogliem dne 27. července 1943.
Po ustavení Italské sociální republiky vznikla nástupnická organizace – Partito Fascista Repubblicano (Fašistická republikánská strana), která zanikla spolu s novou republikou 28. dubna 1945.

## Stranické symboly

Orel, symbol italského fašismu (nacházel se na uniformách)
Znak strany
Stranická vlajka
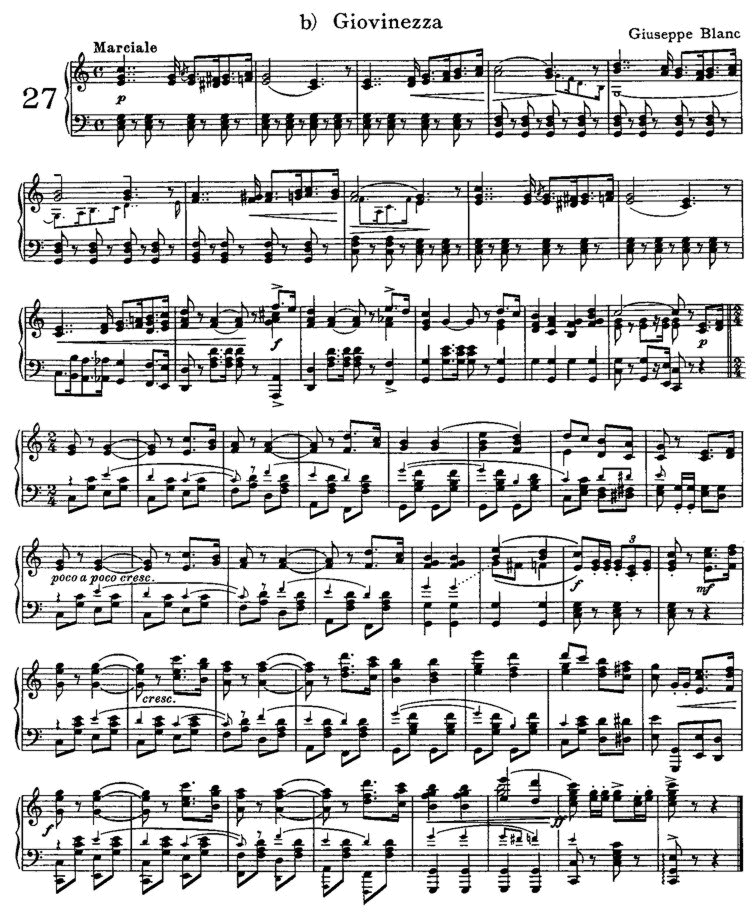
Giovinezza, stranická hymna